# 總統多數聯盟
總統多數聯盟（法語：Union pour la Majorité Présidentielle）是吉布提的一個政治聯盟，目前是該國的執政聯盟。
總統多數聯盟於2003年成立，由争取进步人民联盟（Rassemblement Populaire pour le Progrès）、恢复团结和民主阵线（Front pour la Restauration de l’Unité et de la Démocratie-FRUD）、全国民主党（Parti National Démocratique－PND）、社会民主党（Parti Social Démocrate－PSD）四個政黨結成。2005年成立的改革者联盟（Union des Partisans de la Réforme－UPR）於2007年加入了該聯盟。